# Mihai Nadin
Mihai Nadin (n. 1938, București, România) este un cercetător în multiple domenii ca electrotehnică, informatică, estetică, semiotică, interacțiunea om-calculator, societatea post-industrială, istoria filmului.
A absolvit Facultatea de Electronică la Universitatea Politehnică din București și Facultatea de Filosofie la Universitatea București, unde și-a luat și doctoratul în Estetică.

## Lucrări ca singur autor (selecție)
- A trăi arta: elemente de metaestetică, Editura Eminescu, 1972
- Mut für den Alttag,Bern,  SOI-Verl., 1978.
- Courage for every day, (a translation of Mut für den Alltag)
- Zeichen und Wert, Tübingen , G. Narr, 1981
- Energy crisis – a topic for semiotics?, Tuebingen, G. Narr, 1981.
- Die Kunst der Kunst: Metaästhetik, Stuttgart, Belser
- Mind: Anticipation and Chaos, Stuttgart, Belser 1991
- The civilization of illiteracy, Dresden University Press, 1997
- Hacia una nueva cultura de múltiples expresiones y lenguages,  Rubí (Barcelona), Anthropos, 2002
- Exit: a novel, Waterfront Books, 2004
- The privilege of memories (Privilegiul amintirii : Milea povestes̨te), Dallas, TzimTzum Publishing, 2011
- Are you stupid? a second revolution might save America from herself, Heidelberg Synchron Publ. 2013
- Anticipation: Learning from the Past The Russian/Soviet Contributions to the Science of Anticipation,  Springer-Verlag, 2015
- Anticipation: Across disciplines, Springer International Publishing, 2016.
- Anticipation and medicine, Springer International Publishing, 2017
- Cumpăna științei. Viitorul contează, București, Spandugino, 2022,

## Vezi și
- Listă de inventatori și descoperitori români